# Khalid Naciri
Khalid Naciri (Casablanca, 5 de marzo de 1946-Rabat, 5 de abril de 2023) fue un abogado y político marroquí, miembro del Parti du Progrès et du Socialisme y Ministro de Comunicación y Portavoz del Gobierno desde 2007 en el gobierno de Abbas El Fassi.

## Biografía
Doctor en Derecho y licenciado en Ciencias Políticas, estudió en Casablanca, Rabat y París. En 1976 se incorporó al cuerpo docente en la Facultad de Derecho de la  Universidad Hassan II en Casablanca. En 1996 fue director del Instituto Superior de la Administración y perteneció en el 2000 al Consejo de la Liga Árabe.